# De Havilland Comet

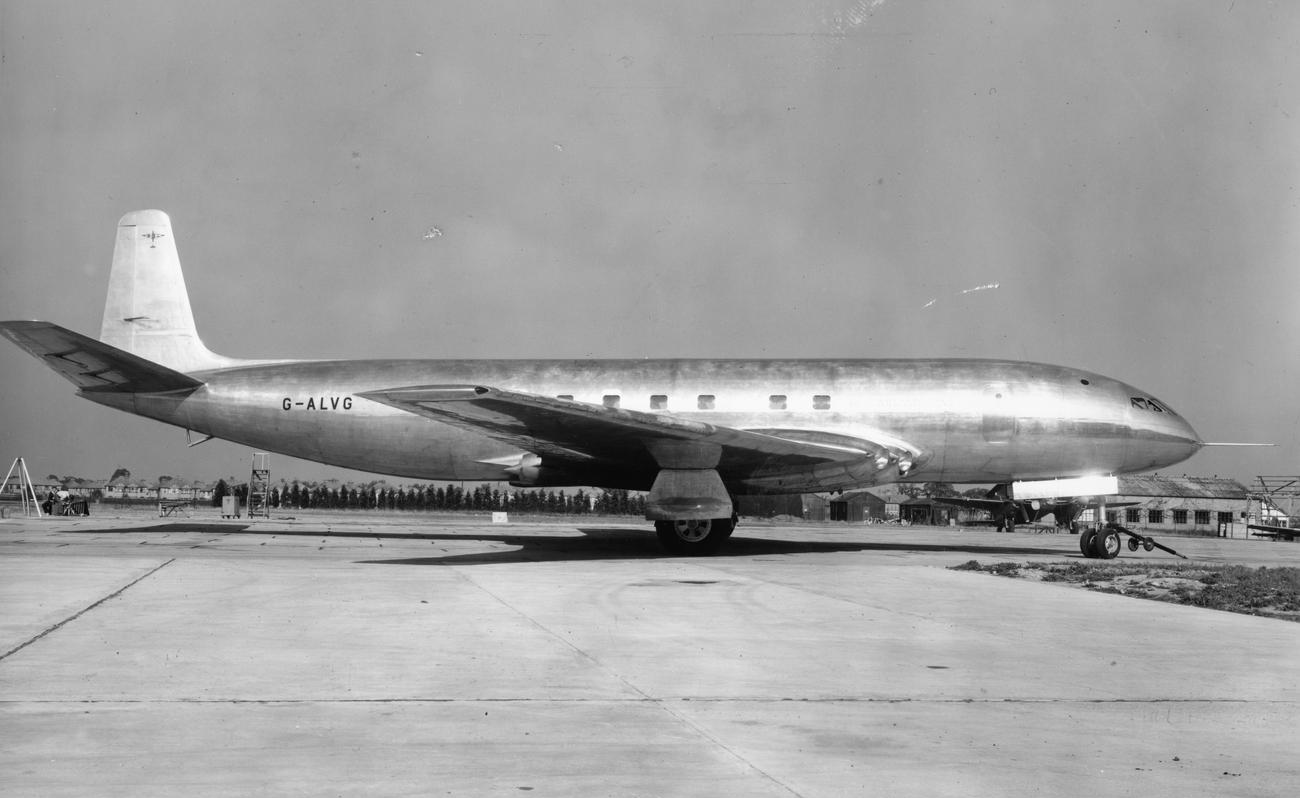
Prototyp från 1949 med fyrkantiga fönster

de Havilland DH 106 Comet var världens första jetdrivna passagerarflygplan. Det flögs första gången 1949 och var i reguljär passagerartrafik fram till 1980.

## Historik
Framtagningen av planet initierades av de utvecklingsplaner som Brabazon Committee, formerad 1943, formulerade för att möta förväntade behov av olika flygplanstyper efter andra världskrigets slut.
Planet utvecklades av de Havilland vid deras anläggning i Hertfordshire. Modellen hade en aerodynamisk ren design med fyra turbojet-motorer inbyggda i vingarna, tryckkabin som vid högre flyghöjder upprätthåller nära nog atmosfärstryck för besättning och passagerare, samt stora fyrkantiga fönster.
För tiden var flygplanet komfortabelt och tystlåtet, och utmärkte sig bland annat genom förhållandevis måttliga krav på banlängd vid start och landning. Planet flögs första gången 1949 och sattes i trafik 2 maj 1952 av brittiska flygbolaget British Overseas Airways Corporation (BOAC) på linjen London-Johannesburg. Under sin tid byggdes flyget i fyra huvudsakliga varianter, Comet 1, Comet 2, Comet 3 och Comet 4.
Efter två haverier, BOAC Flight 781 samt South African Airways Flight 201, togs jetplanet Comet 1 ur bruk 1954. Haveriorsaken visade sig vara utmattningsbrott i konstruktionen, som då var ett tämligen outforskat fenomen. Med anledning av haverierna fick man upp ögonen för problemet, och det blev senare grundligt belyst bland annat genom fullskaletester där planet trycksattes med vatten, vilket efterliknade belastningarna på planet från tryckkabinens tryckvariationer.
Efter modifikationer, framför allt strukturella förstärkningar och ändring av de fyrkantiga fönstren sattes den större Comet 4 i trafik 1958 och blev det första jettrafikplanet på Nordatlantrutten. De olika Cometmodellerna tillverkades i 112 exemplar fram till 1967, och var i reguljär passagerartrafik fram till 1980.
Planet anpassades även för militära uppgifter som VIP-transport, sjuktransport och spaningsflyg. Den sista flygningen med Comet-4 gjordes 1997.

## Flygplansdata
Data för version 4B
- Spännvidd 32,25 m
- Längd 35,97 m
- Höjd (till fenans topp) 8,99 m
- Startvikt 71 670 kg
- Nyttolast 10 770 kg
- Marschhöjd 6 097 – 10 670 m
- Marschhastighet 853 km/h vid höjden 7 160 m [1]
- Antal passagerare 86
- Besättning: 7, varav kabinpersonal 4
- Räckvidd 3 805 km
- Motorer 4 ×  Rolls Royce Avon 525B turbo-jet

## Flygbolag som flög de Havilland Comet
- Aerolineas Argentinas
- Air France
- British European Airways (BEA)
- British Overseas Airways (BOAC)
- Channel Airways
- Dan-Air
- East African Airways
- Egyptair (Misrair, United Arab Airlines)
- Kuwait Airways
- Malaysian Airlines (Malaysia-Singapore Airlines)
- Middle East Airlines MEA
- Mexicana
- Olympic Airways
- Sudan Airways
- Union Aéromaritime de Transport, UAT